# Nel cuore del paese
Nel cuore del paese (In the Heart of the Country e in edizione statunitense From the Heart of the Country) è il secondo romanzo pubblicato da John Maxwell Coetzee nel 1976. In italiano è uscito una prima volta nel 1993 nella traduzione di Paola Splendore presso Donzelli Editore con il titolo Deserto, quindi in nuova traduzione di Franca Cavagnoli, presso Einaudi nel 2004.

## Trama
Il romanzo ha a che fare con la relazione difficile tra colonizzatori e colonizzati, in una fattoria isolata del Sudafrica, raccontata da una donna bianca nubile che si prende cura del padre. Lei si scontra con lui quando l'uomo si prende un'amante di colore, provocando una spaccatura che porta verso la vendetta, la violenza e la confusione del rapporto di lei con i lavoratori agricoli. Spesso gli eventi sono raccontati una seconda volta da lei in forma di diario, con una prospettiva diversa sui fatti.

## Adattamenti cinematografici
Dal romanzo è stato tratto un film nel 1985, diretto da Marion Hänsel, con il titolo Dust

## Edizioni italiane
- John Maxwell Coetzee, Deserto, collana Narrativa n. 2, Roma, Donzelli, 1993, ISBN 88-7989-004-2 ISBN 88-7989-706-3.

- John Maxwell Coetzee, Nel cuore del paese, collana Einaudi Tascabili n. 1308, Torino, Einaudi, 2004, ISBN 88-06-16845-2 ISBN 978-88-06-18736-1.